# Lockheed T-33
Die Lockheed T-33 T-Bird ist ein einstrahliges Trainingsflugzeug des US-amerikanischen Herstellers Lockheed.

## Entwicklung

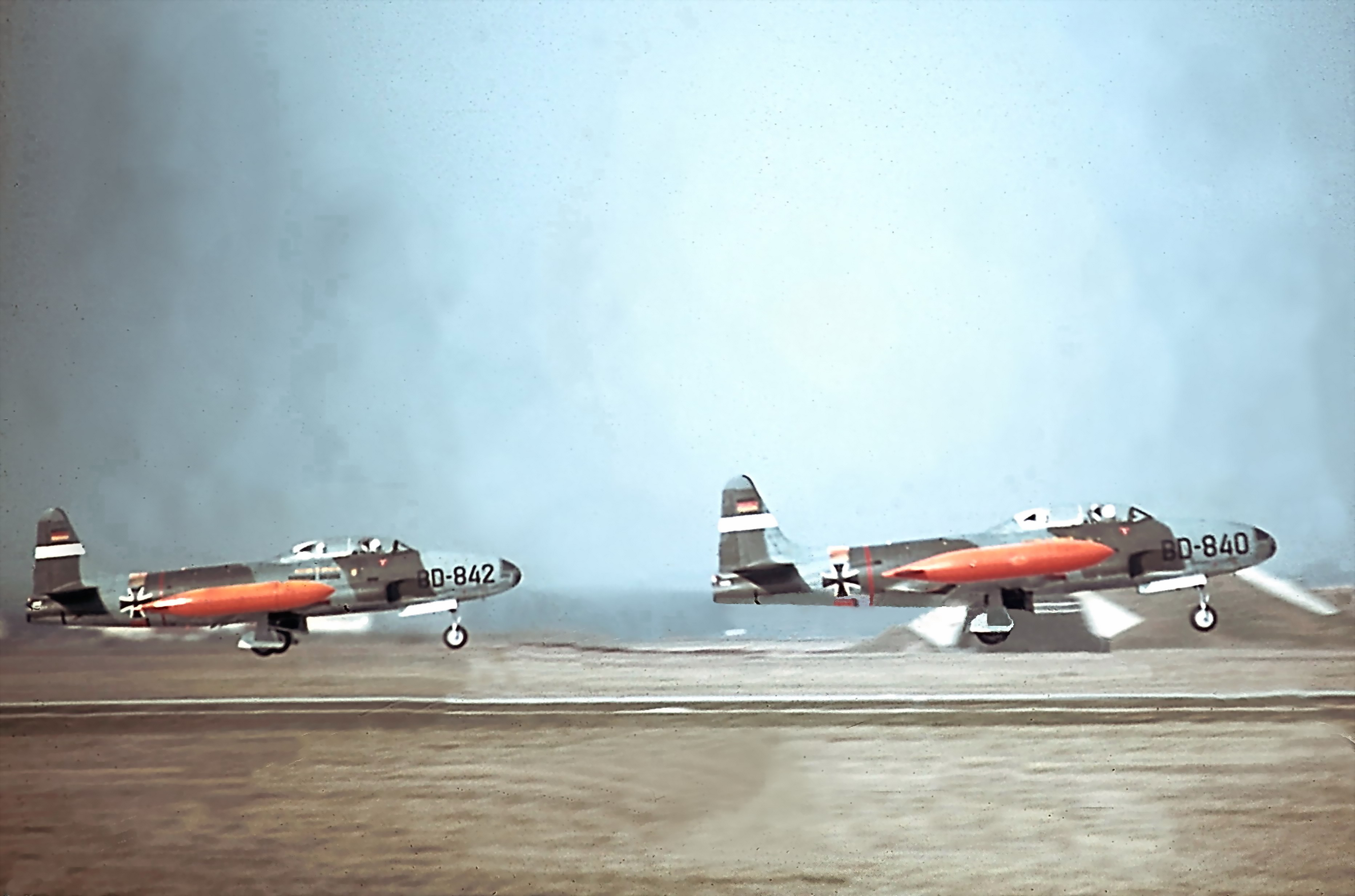
T-33-Formation-Take-off in Fürstenfeldbruck, 1960

Die T-33 wurde als zweisitzige Version des Jagdbombers Lockheed F-80C entwickelt. Die F-80 flog erstmals am 8. Januar 1944 (damals noch unter der Bezeichnung P-80) und wurde das erste einsatzfähige Kampfflugzeug mit Strahltriebwerk der USA. Angetrieben wurde die F-80 von einem vergrößerten Rolls-Royce Derwent-Triebwerk, dem Allison J33. Die F-80C, von der 670 gebaut wurden, war mit einem J33-A-23-Triebwerk ausgerüstet und hatte eine größere Waffenzuladung als die F-80B. Mit der Auslieferung der letzten F-80C im Juni 1950 endete die Produktion der F-80.
Für die Schulung der angehenden F-80-Piloten standen jedoch lediglich Kolbenmotorflugzeuge zur Verfügung. Aufgrund des Bedarfs an einem strahlgetriebenen Schulflugzeug mit Doppelsteuer wurde in den Rumpf der F-80C eine 97,8 cm lange Sektion eingefügt, um im Cockpit Raum für einen zweiten Sitz, die entsprechenden Steuerungseinrichtungen sowie Instrumente zu schaffen. Ferner wurde die T-33 mit zwei mittig angebrachten Zusatztanks an den Tragflächenenden ausgerüstet (die ersten TF-80C hatten die Tanks noch unter den Tragflächenspitzen). Der Erstflug der T-33 fand am 22. März 1948 statt. Ursprünglich wurde die Maschine als TP-80C bezeichnet. Im Juni 1948 wurde die Bezeichnung für Jagdflugzeug von „P“ (für „pursuit“ = Verfolger) in „F“ (für „fighter“ = Kampfflugzeug) geändert. Damit wurde aus der TP-80C die TF-80C. Am 5. Mai 1949 wiederum wurde die TF-80C in T-33A umbenannt.
Lockheed produzierte von 1948 bis 1957 5691 Exemplare der T-33. Canadair fertigte 656 T-33 als CT-133 „Silver Star“ in Lizenz, von Kawasaki wurden 210 Maschinen gefertigt, sodass insgesamt 6557 T-33 gebaut wurden. Zwar wurde die T-33 offiziell wie die F-80 als „Shooting Star“ bezeichnet, bekannter war jedoch ihr inoffizieller Name „T-Bird“.
Meist für kleinere Luftwaffen wurden T-33 für Spezialaufgaben umgerüstet. So entstand das leichte Angriffsflugzeug AT-33A und das Aufklärungsflugzeug RT-33A.
In den 1980er-Jahren wurde eine modernisierte T-33 als „Boeing Skyfox“ angeboten. 70 % der Teile der T-33 blieben bei der Modernisierung erhalten. Wichtigster Unterschied war der Ersatz des J33-Triebwerks durch zwei Turbofan-Triebwerke des Typs TFE731-3A von Garrett-Honeywell. Mangels Kunden wurde das Projekt jedoch eingestellt.

## Einsatz
Etwa 30 Staaten nutzten die T-33 in verschiedenen Rollen, jedoch hauptsächlich für Schulungszwecke. Die T-33 war bis zur Einführung der T-37 das Standardflugzeug für die Jetpilotenausbildung der United States Air Force und wurde nach etwa 20 Jahre im Dienst an Einheiten der Air National Guard abgegeben. Dort wurden die letzten Maschinen erst 1994 ausgemustert.

### Bundesluftwaffe

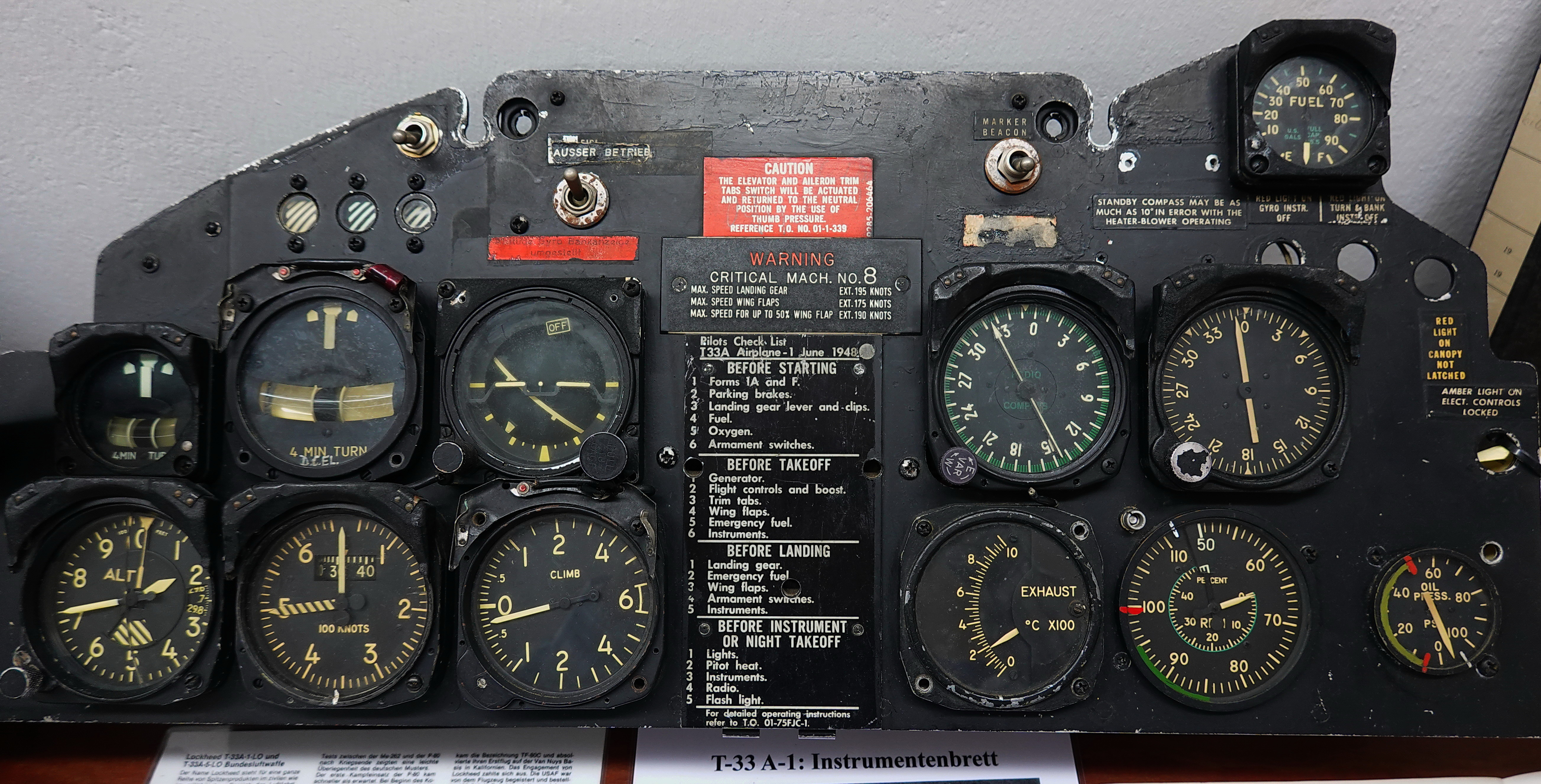
Instrumentenbrett, T-33 A-1, Militärhistorische Sammlung der "TG Fursty", Fürstenfeldbruck

Die Bundesluftwaffe erhielt von 1956 bis 1959 als Erstausstattung 192 T-33A im Rahmen des Mutual Defense Assistance-Programms. Der erste Flug einer T-33A in den Farben der neuen Luftwaffe wurde öffentlichkeitswirksam am 24. September 1956 in Fürstenfeldbruck inszeniert, wobei es sich um eine amerikanische Maschine handelte, die lediglich für den Pressetermin deutsche Hoheitsabzeichen erhielt. Größter Nutzer der T-33 war die Flugzeugführerschule (FFS) B in Fürstenfeldbruck, die 122 Maschinen erhielt und für die Fortgeschrittenenschulung angehender Jetpiloten der Luftwaffe zuständig war. Mit der Umstrukturierung der Strahlflugzeugführerausbildung in der Luftwaffe und der damit verbundenen Verlegung der Ausbildung in die USA zu Beginn der 1960er Jahre wurden die T-33 vermehrt als Verbindungsflugzeug und zur verbandsinternen Schulung und Inübunghaltung genutzt.
Die Maschinen erreichten bei der Luftwaffe bis zu ihrer endgültigen Außerdienststellung 1976 fast 200.000 Flugstunden, bevor sie zum Teil an Griechenland und die Türkei weitergegeben wurden.

## Varianten

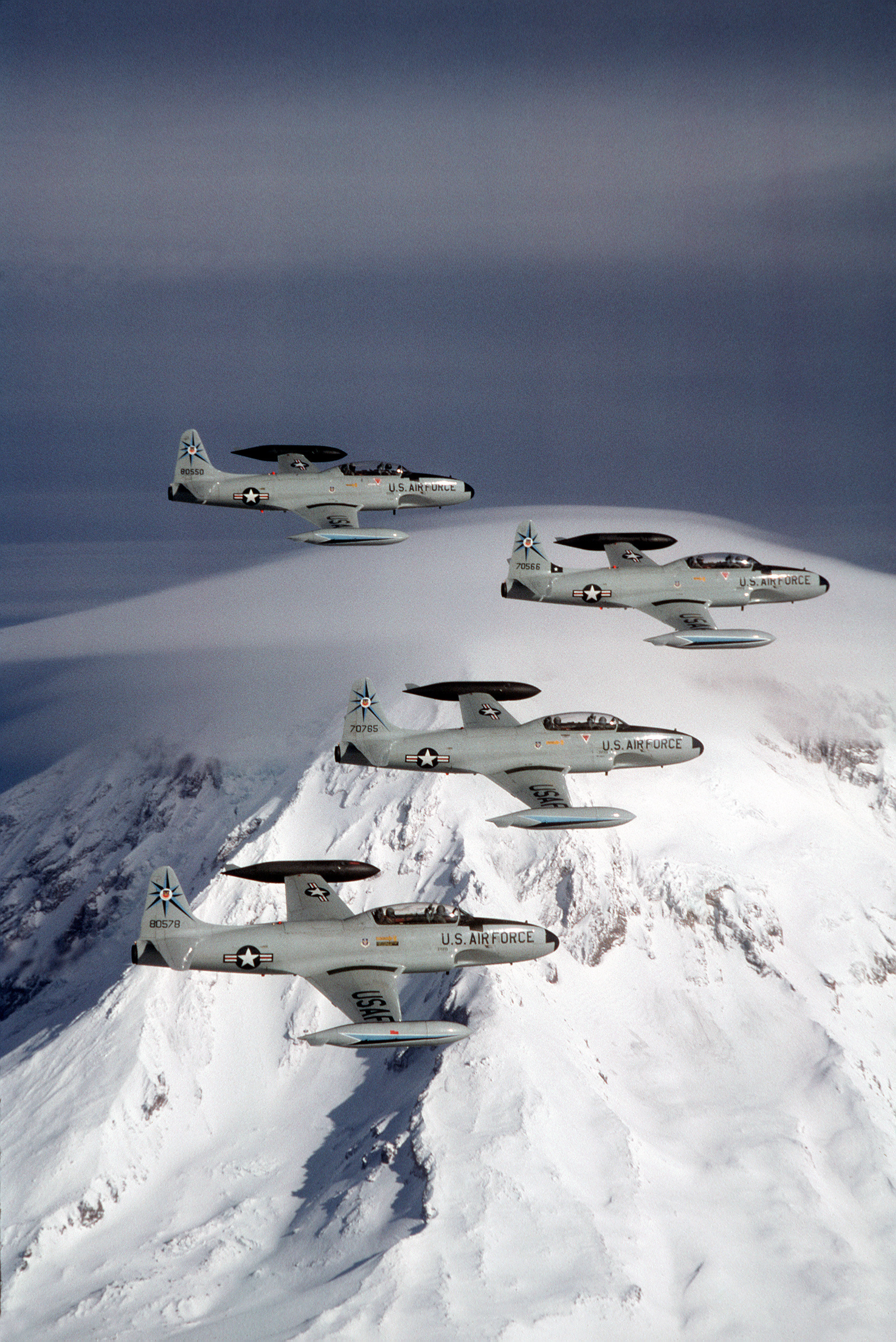
T-33A der U.S. Air National Guard 1988

### Lockheed T-33
- T-33A: aus der P-80 entwickelte Basisversion als zweisitziges Schulflugzeug, ursprünglich als TF-80C bezeichnet
- AT-33A: bewaffnete Exportversion der T-33A mit Pylonen zur Aufnahme von Bomben und Raketen
- DT-33A: zu Drohnenkontrollflugzeugen umgerüstete T-33A
- JT-33: mit ATRAN-Radar (Mace-A-Marschflugkörper) ausgerüstete T-33A
- NT-33A: aus T-33A umgebaute Testflugzeuge, die als Plattformen für die Erprobung und Erforschung neuer Triebwerke, Steuerungsmechaniken und Avionik dienten
- QT-33A: zu Zieldarstellungsflugzeugen/Drohnen umgebaute T-33A
- RT-33A: zu Aufklärungszwecken mit Kameras ausgerüstete einsitzige T-33A, die technische Ausrüstung wurde im Bereich des hinteren Sitzes untergebracht
- T-33B: T-33A der U.S. Navy, die ursprünglich die Bezeichnung TO-2/TV-2 erhielten
- DT-33B: zu Drohnenkontrollflugzeugen umgerüstete T-33B, ursprünglich als „TV-2KD“ bezeichnet

### Canadair T-33
Die Firma Canadair erhielt 1951 von der Royal Canadian Air Force den Auftrag die T-33 in Lizenz zu bauen. Im Oktober 1952 hob die erste der, serienmäßig mit Rolls-Royce Nene 10-Triebwerk, ausgerüsteten Maschinen in Montreal zu Jungfernflug ab. Insgesamt wurden 656 Flugzeuge gebaut.
- T-33A Silver Star Mk 1: 30 von Lockheed gebaute T-33A mit J-33-Triebwerk
- T-33ANX Silver Star Mk 2: ein Prototyp von Canadair mit Rolls-Royce Nene 10-Triebwerk
- CT-133 Silver Star Mk 3: Serienversion
- CT-133 Silver Star Mk 3PT: unbewaffnete Version
- CT-133 Silver Star Mk 3AT: bewaffnete Version
- CT-133 Silver Star Mk 3PR: Aufklärungsflugzeug
- CE-133: Trainingsflugzeug mit EloKa-Ausrüstung
- CX-133: Testflugzeug für Schleudersitze
- ET-133: Feinddarstellungsflugzeug
- TE-133: Feinddarstellungsflugzeug für die Marine

### T2VSeastarder U.S. Navy

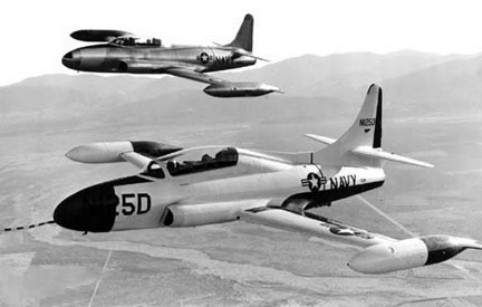
TV-2 und T2V-1 der U.S. Navy

Die United States Navy übernahm 699 T-33B, die bis 1962 als TV-2 bezeichnet wurden. Diese eigneten sich jedoch nicht für die harten Starts und Landungen auf Flugzeugträgern. Lockheed baute daraufhin auf eigenes Risiko eine T-33, die sich für den Einsatz auf Flugzeugträgern eignete. Dafür wurde das Cockpit für eine bessere Sicht bei der Landung angehoben. Das Fahrwerk wurde verstärkt, das Heckleitwerk vergrößert und die Tragflächen erhielten Vorflügel sowie angeblasene Klappen zur Senkung der Landegeschwindigkeit. Dazu kamen das stärkere J33-A-24-Triebwerk, eine Avionik der U.S. Navy und ein Fanghaken. Das Flugzeug hatte am 16. Dezember 1953 seinen Erstflug und wurde zuerst als „T2V-1Seastar“ bezeichnet, ab 1962 als T-1A. Insgesamt wurden 150 Seastar gebaut.
- T-1A: stark modifizierte T-33 für den Einsatz von Flugzeugträgern, 150 gebaut, ursprünglich als „T2V-1“ bezeichnet.

## US-Produktion
Abnahme der T-33 durch die USAF: 
| Version    | 1948 | 1949 | 1950 | 1951 | 1952 | 1953 | 1954 | 1955 | 1956 | 1957 | 1958 | 1959 | SUMME |
| ---------- | ---- | ---- | ---- | ---- | ---- | ---- | ---- | ---- | ---- | ---- | ---- | ---- | ----- |
| TF-80C     | 20   | 27   |      |      |      |      |      |      |      |      |      |      | 47    |
| T-33A      |      | 58   | 112  | 163  | 817  | 961  | 745  | 319  | 241  | 253  | 256  | 165  | 4090  |
| TV-2 Navy  |      |      | 26   | 41   | 105  | 124  | 150  | 209  | 8    | 36   |      |      | 699   |
| T-33A MDAP |      |      |      | 54   | 62   | 180  | 131  | 258  | 65   |      |      |      | 750   |
| T-33A RCAF |      |      |      | 14   |      |      |      |      |      |      |      |      | 14    |
| RT-33A     |      |      |      |      |      |      | 18   | 67   |      |      |      |      | 85    |
| SUMME      | 20   | 85   | 138  | 272  | 984  | 1265 | 1044 | 853  | 314  | 289  | 256  | 165  | 5685  |

## Nutzer
Die T-33 wurde von folgenden Luftstreitkräften eingesetzt:

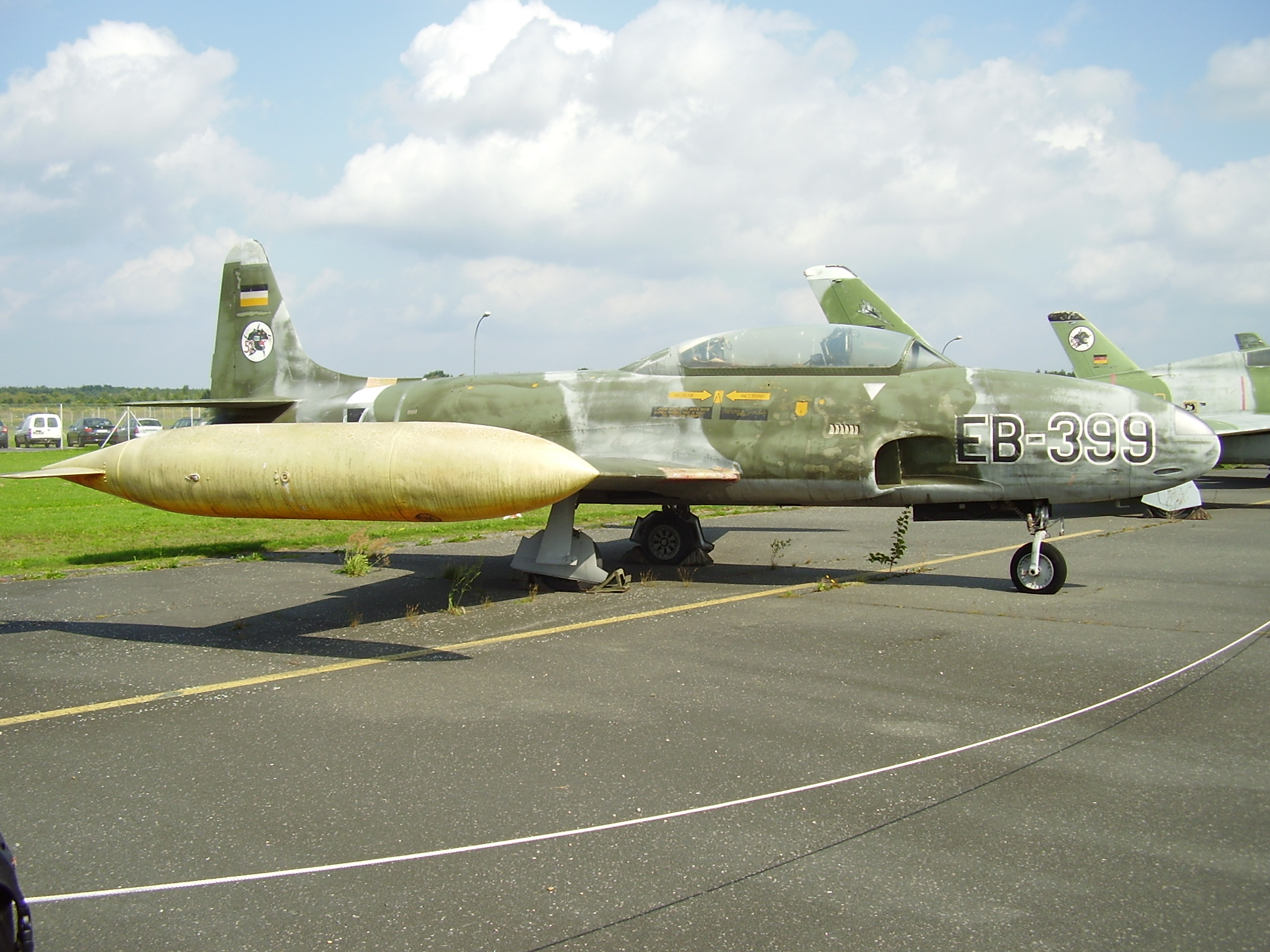
Ehemalige T-33A der Luftwaffe im Militärhistorischen Museum Flugplatz Berlin-Gatow

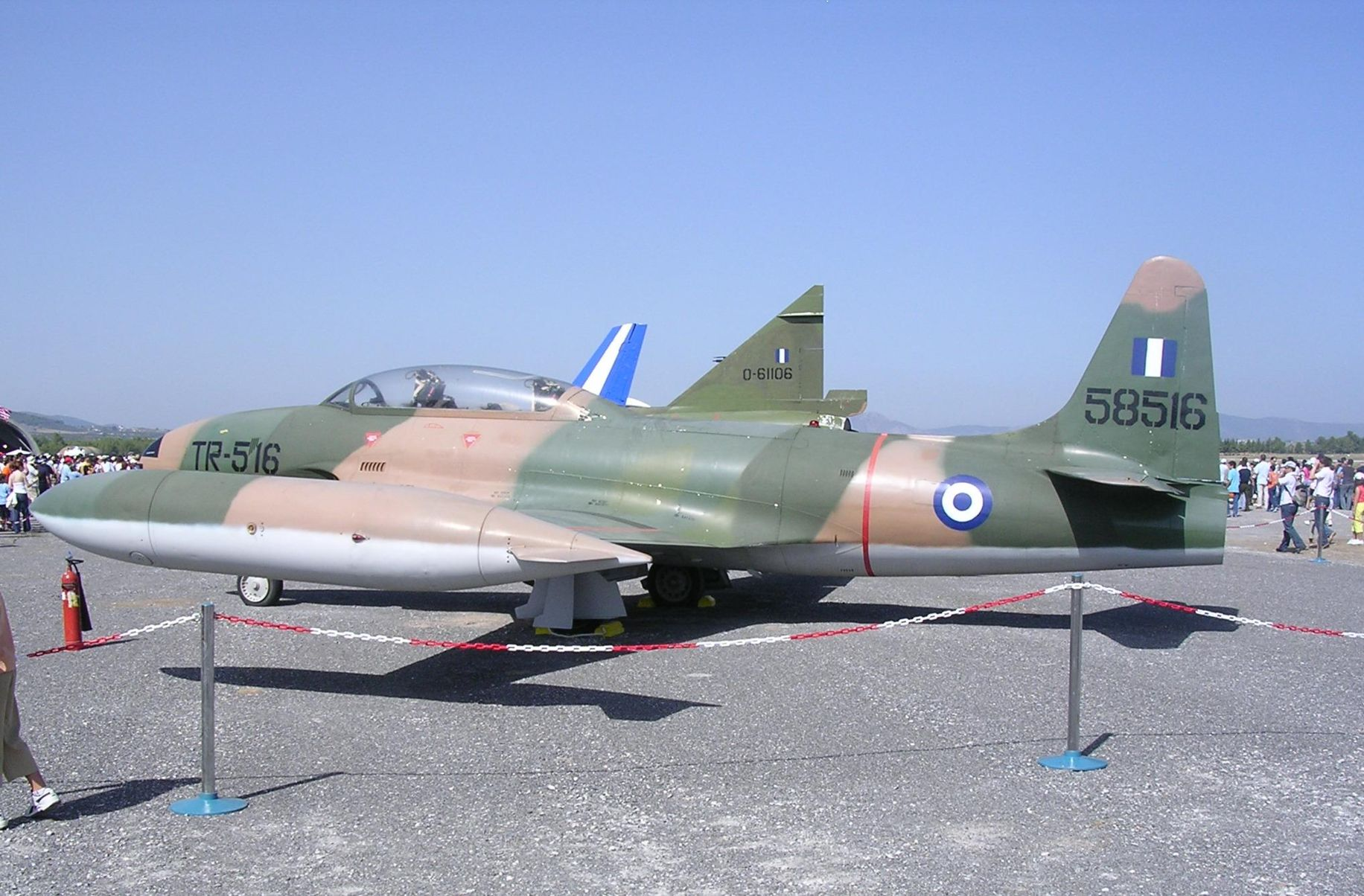
Griechische T-33A, 2005

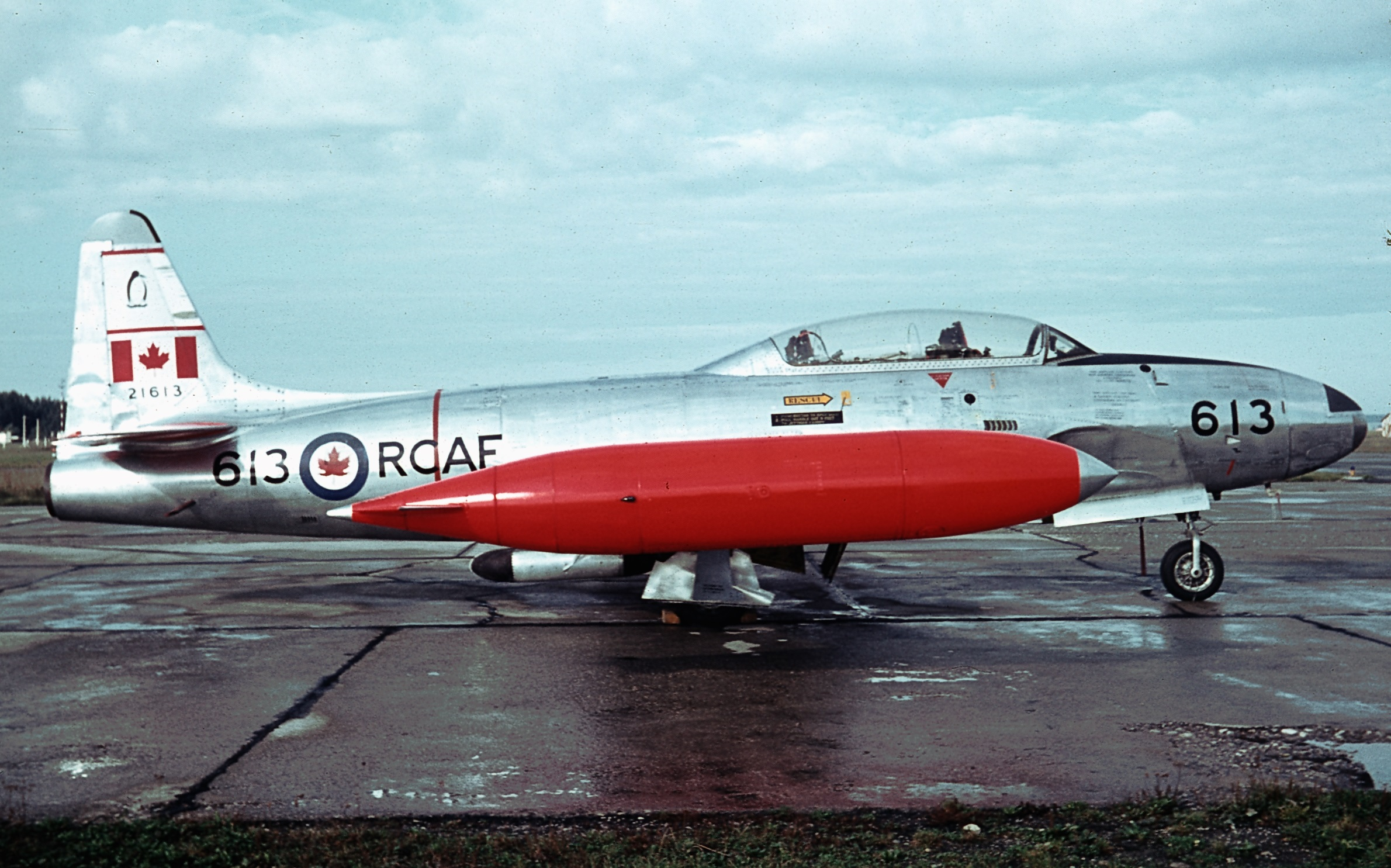
T-33 der Royal Canadian Air Force in Fürstenfeldbruck, 1966

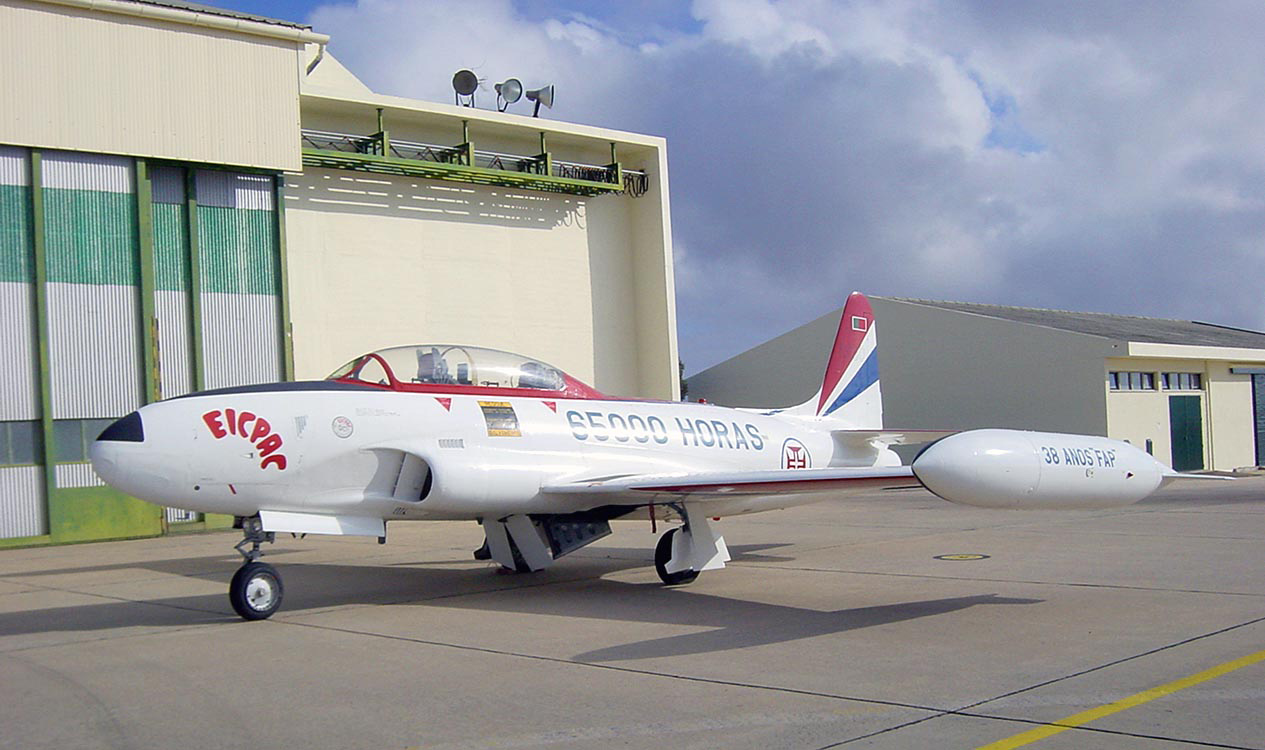
T-33A der Portugiesischen Luftwaffe

 Äthiopien
 Bangladesch
 Belgien38 × T-33A, 1 × RT-33A seit 1952
 BolivienDie Fuerza Aerea Boliviana erhielt 1973 insgesamt 20 Canadair CT-133 aus Beständen der Royal Canadian Air Force geschenkt. Die Maschinen wurden als Schulungs- und Kampfflugzeuge verwendet. Bolivien war der letzte militärische Nutzer der T-33 und stellte die letzten 4 Exemplare erst 2017 außer Dienst.
 Brasilien
 Chile
 Dänemark
 Deutschlanddie Luftwaffe der Bundeswehr erhielt 1956–59 192 T-33A
 Dominikanische Republik
 Ecuador
 El Salvador
 Frankreichauch Canadair CT-133
 Griechenlandauch Canadair CT-133
 Guatemala
 Honduras
 Indonesien
 Iran
 Italien
 Japan
 Jugoslawien
 Kanada30 Maschinen aus der Produktion von Lockheed. Lizenzbau von 656 Flugzeugen als Canadair CT-133. Die letzte Maschine der RCAF wurde 2005 ausgemustert.
 Kolumbien
 Kuba
 Laos
 Libyen
 Mexiko
 Myanmar
 Nicaragua
 Niederlande
 Norwegen
 Oman
 Pakistan
 Paraguay
 Peru
 Philippinen
 Portugalauch Canadair CT-133
 Saudi-Arabien
 SingapurRepublic of Singapore Air Force
 Spanien
 Südkorea
 TaiwanLuftstreitkräfte der Republik China
 Thailand
 Türkeiauch Canadair CT-133
 Vereinigte StaatenUS Air Force
US Navy T2V-1/T-1/T-1A „Sea Star“
 Uruguay
 Venezuela

## Zwischenfälle

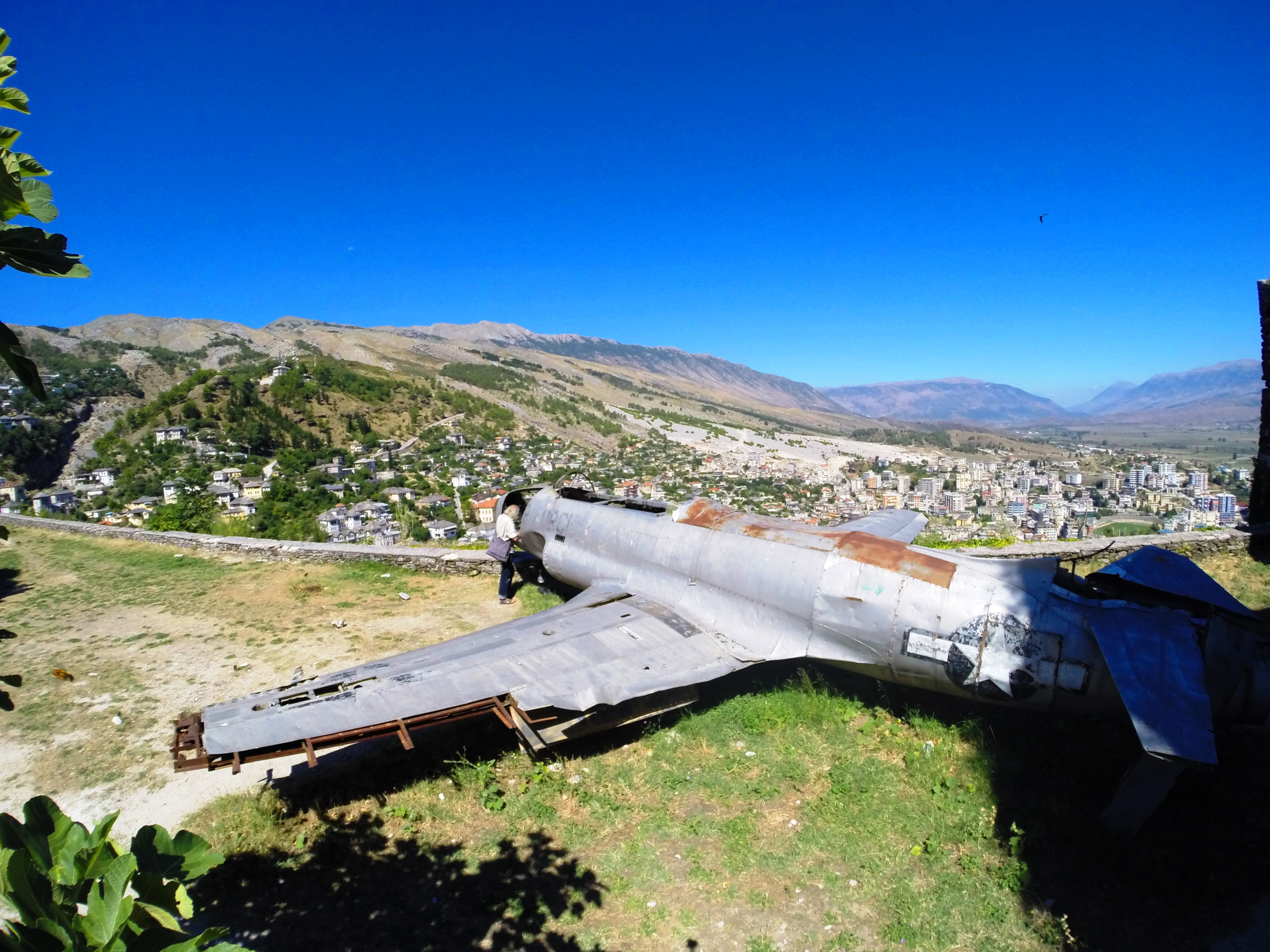
Die T-33A im „Nationalen Waffenmuseum“ auf der Burg von Gjirokastra

- Eine T-33A der USAF (Seriennummer 51-4413) musste am 23. Dezember 1957 auf dem Militärflugplatz Kuçova in Albanien notlanden. Die Maschine befand sich auf einem Überführungsflug von Frankreich nach Neapel und kam vom Kurs ab. Aufgrund Spritmangels und technischer Schwierigkeiten entschloss sich der Pilot Major Howard J. Curran zu einer Notlandung. Er wurde interniert, im Januar 1958 freigelassen und nach Belgrad ausgeflogen. Die Überreste des Flugzeugs sind noch heute auf der Burg von Gjirokastra im „Nationalen Waffenmuseum“ zu sehen.[8]

- Aufgrund eines technischen Defekts stürzte am 15. September 1964 eine T-33A des Jagdbombergeschwaders 32 in der Nähe von Straßberg ab. Die Maschine befand sich auf einem Schulungsflug. Der verantwortliche Flugzeugführer Oberleutnant Ludger Hölker und der im hinteren Sitz befindliche Major Walter Sütterlin übten Instrumentenflug. Beim Anflug auf den Fliegerhorst Lechfeld verlor das Triebwerk an Schubkraft. Major Sütterlin rettete sich rechtzeitig mit dem Schleudersitz, während Oberleutnant Hölker seinen Ausstieg bewusst verzögerte, um zu verhindern, dass das Flugzeug auf bewohntes Gebiet stürzte. Als er schließlich den Schleudersitz betätigte, tat er dies in viel zu geringer Höhe und prallte bei der Landung gegen einen Baum. Er verstarb wenige Stunden später im Krankenhaus. Aufgrund seines selbstlosen Handels wurden Hölker posthum zahlreiche Ehrungen zu Teil. So wurden unter anderem ein Lehrsaal an der Offizierschule der Luftwaffe, mehrere Straßen und eine Schule nach ihm benannt.[9]
- Major Lothar Wiese verunglückte am 14. Oktober 1965 mit einer T-33A des Jagdgeschwaders 71 „Richthofen“ nahe dem Flugplatz Wittmund tödlich.[10]

## Technische Daten
| Kenngröße             | T-33A                                  | T-1A                                       |
| --------------------- | -------------------------------------- | ------------------------------------------ |
| Besatzung             | Fluglehrer und Flugschüler             | Fluglehrer und Flugschüler                 |
| Länge                 | 11,51 m                                | 11,75 m                                    |
| Spannweite            | 11,85 m                                | 13,05 m                                    |
| Höhe                  | 3,56 m                                 | 4,06 m                                     |
| Flügelfläche          | 21,81 m²                               | k. A.                                      |
| Flügelstreckung       | 6,4                                    |                                            |
| Leermasse             | 3.667 kg                               | 5.438 kg                                   |
| Startmasse            | 6.551 kg                               | 7.636 kg                                   |
| Antrieb               | ein Allison J33-A-35 mit 24,1 kN Schub | ein Allison J33-A-24/24A mit 27,7 kN Schub |
| Höchstgeschwindigkeit | 879 km/h                               | 973 km/h                                   |
| Dienstgipfelhöhe      | 14.630 m                               | 12.200 m                                   |
| Größte Reichweite     | 700 km                                 | 1.448 km                                   |
| Bewaffnung            | 2 × 12,7-mm-MG möglich                 | keine                                      |

## Erhaltene Exemplare
Einige wenige T-33 gelangten nach ihrer militärischen Laufbahn an Privatleute und werden von diesen weltweit in flugfähigem Zustand erhalten und geflogen. Ein weitaus größerer Teil der Flugzeuge wanderten als statische Ausstellungsstücke in Museen oder landeten als sogenannte „Gate Guards“ in militärischen Liegenschaften. In Deutschland sind T-33 unter anderem in folgenden Luftfahrtmuseen ausgestellt:
- Militärhistorisches Museum Flugplatz Berlin-Gatow
- Internationales Luftfahrtmuseum Villingen-Schwenningen
- Flugausstellung Hermeskeil
- Deutsch-Kanadisches Luftwaffenmuseum Rheinmünster
- Flugwerft Schleißheim
- Technik-Museum Speyer

### Zivile Nutzung bei den National Championship Air Races
T-33 kommen seit Jahren bei den National Championship Air Races in Reno (Nevada) als „Pace-Planes“ für die „Unlimited“-Klasse zum Einsatz. Die Maschinen geben hierbei den fliegenden Start des Feldes frei und assistieren in Notlage gekommenen Rennflugzeugen. Seit 2007 kommt die T-33 auch als Rennteilnehmer in der Jet-Klasse zum Einsatz und muss sich hierbei an der Aero L-29, L-39 und der Fouga Magister messen. Darüber hinaus werden etliche Exemplare, vor allem innerhalb der USA, von zivilen Nutzern eingesetzt.

## Ähnliche Flugzeugtypen
- Fouga Magister
- Hispano Aviación HA-200
- BAC Jet Provost
- Cessna T-37
- Aero L-29